# 小行星1492
小行星1492（1492 Oppolzer）是一颗围绕太阳公转的小行星。1938年3月23日，爾約·維薩拉在图尔库发现了此天体。
該小行星以奧地利天文學家西奧多·馮·奧波爾澤命名。
这颗小行星的绝对星等为81.27408等。